# Cussangy
Cussangy – miejscowość i gmina we Francji, w regionie Grand Est, w departamencie Aube.
Według danych na rok 1990 gminę zamieszkiwało 209 osób, a gęstość zaludnienia wynosiła 10 osób/km².

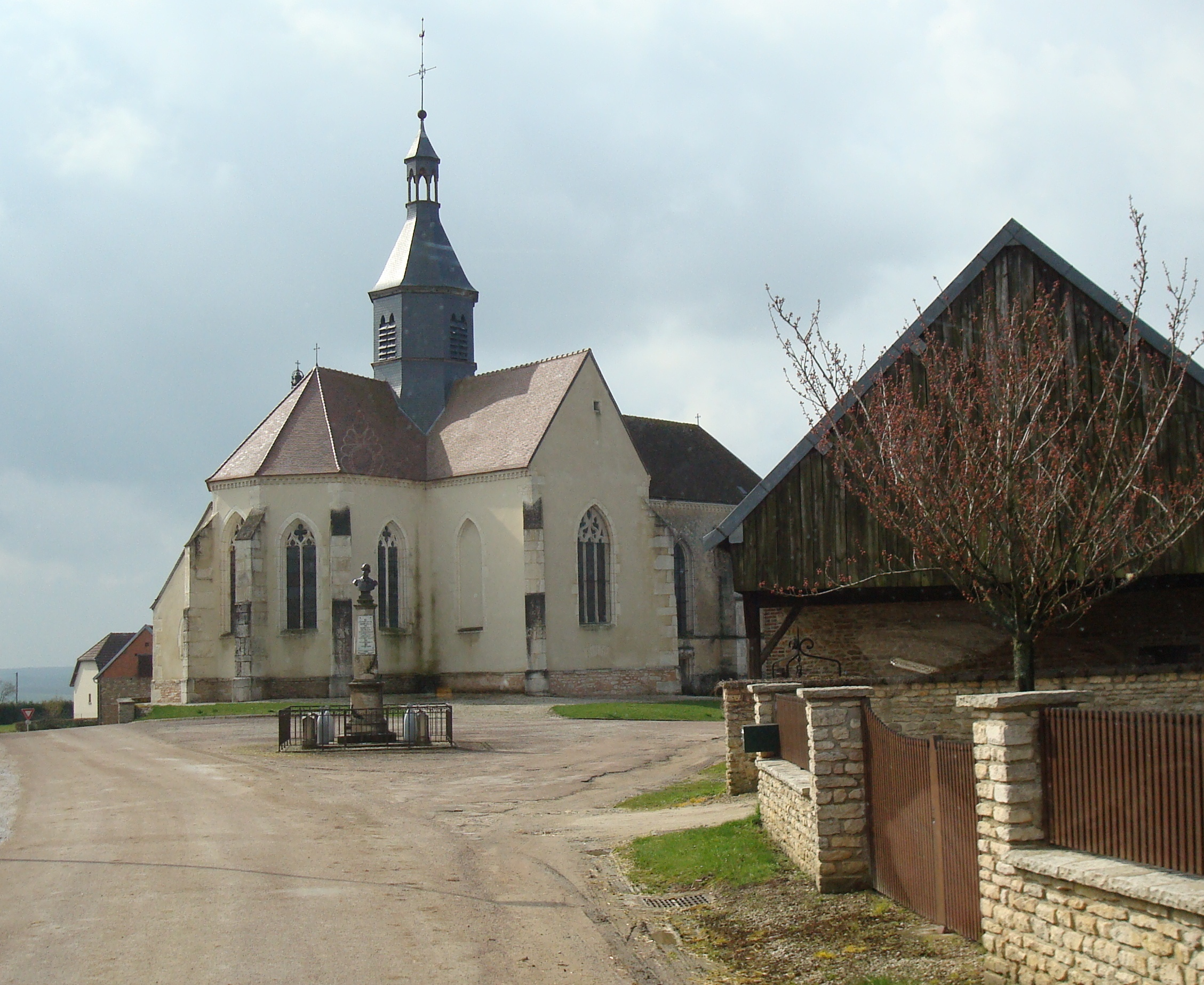
Kościół w Cussangy, 2008